# Na szczycie (singel Patrycji Markowskiej i Grzegorza Markowskiego)
Na szczycie – pierwszy singel Patrycji Markowskiej i Grzegorza Markowskiego zapowiadający ich wspólny album „Droga”. Gościnnie w utworze udzielił się zespół Sound’n’Grace. Radiowa premiera odbyła się 6 listopada 2018 po godzinie 20 na antenie radia RMF FM. Do piosenki powstał teledysk.

## Pozycje na radiowych listach przebojów
| Kraj   | Lista (2018)                     | Najwyższa pozycja |
| ------ | -------------------------------- | ----------------- |
| Polska | Wietrzne Radio (Lista przebojów) | 2                 |